# فنفاليرات
الفينفاليرات (بالإنجليزية: Fenvalerate)‏ هو مبيد حشري بريثرويد صناعي. ومزيج من أربعة ايزومرات بصرية لها أنشطة مختلفة في المبيدات الحشرية. وتكوين 2-S ألفا (أو SS) المعروف باسم إسفينفاليرات، هو الأيزومر الأكثر نشاطًا في المبيدات الحشرية. حيث يتكون الفينفاليرات من حوالي 23٪ من هذا الايزومر. وهو سائل لزج أصفر بني وشبه غير قابل للذوبان في الماء.
والفينفاليرات هو مبيد حشري ذو سمية معتدلة التأثير على الثدييات. ففي حيوانات المختبر لوحظت سمية الجهاز العصبي المركزي بعد التعرض الحاد أو قصير الأمد. لدى الفينفاليرات تطبيقات ضد مجموعة واسعة من الآفات بما في ذلك بعض الآفات الأكثر تدميراً مثل الهيليكوفيربا أسولتا (Helicoverpa assulta). حيث يقومون بتقليل مستويات المخلفات عن طريق معدلات التطبيق المنخفضة. إن الفينفاليرات هو الأكثر سمية للنحل والأسماك. ويوجد في بعض المركزات القابلة للاستحلاب ULV والمساحيق القابلة للبلل والتركيبات بطيئة الإطلاق والمبيدات الحشرية الضبابية والحبيبات. ويستخدم بصيغة شائعة لمكافحة الحشرات في الأغذية والأعلاف ومنتجات القطن، ولمكافحة الذباب والقراد في الحظائر والإسطبلات. حيث لا يؤثر الفينفاليرات على النباتات ولكنه نشط لفترة طويلة من الزمن.
قد يتسبب الفينفاليرات في تهيج الجلد والعينين عند ملامسته، ثم إنه ضار إذا ابتلع.

## علم السموم والسلامة
تتحلل المادة عند التسخين بين 150°-300° درجة مئوية منتجة أبخرة سامة بما في ذلك سيانيد الهيدروجين وكلوريد الهيدروجين. وتصبح المادة أيضًا سيانوجينية بعد التحلل المائي لرابطة الإستر والتي يمكن أن تحدث أيضًا بدون تسخين.
حيث تهيج المادة العين والجلد والجهاز التنفسي. وقد تسبب المادة تأثيرات على الجهاز العصبي مما يؤدي إلى إحساس بالوجه مثل الوخز أو الحكة أو الحرقان.
وقد أظهر الفينفاليرات آثارًا مسرطنة في الدراسات التي أجريت على الحيوانات.

## الاستحواذ والعرض
يمكن الحصول على الفينفاليرات نتيجة لعملية إنتاج متعددة الخطوات تبدأ من م-فينوكسيتولوين وب- كلوروتولوين. حيث تُحول م-فينوكسيتولوين إلى فينوكسي بنزالديهيد ثم يتفاعل مع 2-أيزوبروبيل- (4-كلوروفينيل) -كلوريد حمض الخليك. المنتج التقني هو خليط راسمي من الأيزومرات الأربعة بنسب متساوية ويحتوي على حوالي 90-94٪ فينفاليرات.

## الكيمياء الفراغية
يحتوي الفينفاليرات على اثنين من المجسمات وعلى هذا يتكون من أربعة ستيريو ايزومرات. وهو خليط من (S ، S) ، (R ، R) ، (S ، R) و (R ، S):
| الأيزومرات المجسمة من الفينفاليرات | الأيزومرات المجسمة من الفينفاليرات |
| ---------------------------------- | ---------------------------------- |
|                                    |                                    |
|                                    |                                    |

يُعرف الأيزومر الفراغي (S ، S) أيضًا باسم اسفنفاليرات.

## صفات
الفينفاليرات مادة صلبة صفراء قابلة للاشتعال وغير قابلة للذوبان عمليًا في الماء. يتحلل التسخين فوق °150 درجة مئوية مما ينتج عنه أبخرة سامة مسببة للتآكل (كلوريد الهيدروجين، سيانيد الهيدروجين). المركب مستقر للضوء والهواء والحرارة والرطوبة. يحدث التحلل السريع تحت ضوء الأشعة فوق البنفسجية.

## الاستعمال
يستخدم الفينفاليرات كمبيد حشري ومبيد للقراد. كما يستخدم على سبيل المثال في البساتين ضد الحشرات القارضة والماصة وضد عمال مناجم الأوراق وعث الترميز وعث العنكبوت وفي زراعة الذرة ضد حفار الذرة الأوروبيين وفي زراعة الكروم ضد عث العنب وديدان الربيع.
على النقيض من إسفينفاليرات (يحتوي هذا فقط على الأيزومر الفردي لزميل السباق معدل فينفال النشط كمواد فعالة) ولم تعطى الموافقة على أي منتج لوقاية النباتات يحتوي على هذه المادة الفعالة في ألمانيا والنمسا وسويسرا.
كما يحدد دستور الأدوية الأوروبي حدًا قدره 1.5 مجم / كجم−1 لمخلفات الفينفاليرات في الأدوية العشبية.